# Neoavernus alboater
Neoavernus alboater är en insektsart som först beskrevs av Walker 1851.  Neoavernus alboater ingår i släktet Neoavernus och familjen spottstritar. Inga underarter finns listade i Catalogue of Life.